# Nóvixki
Nóvixki (en rus: Новишки) és un poble de l'óblast de Vladímir, a Rússia, segons el cens del 2010 tenia 89 habitants. Pertany al districte municipal de Gorokhovets.